# Christian Troadec
Christian Troadec (Carhaix-Plouguer, 23 februari 1966) is een Frans politicus van regionalistische signatuur. Hij heeft verschillende politieke functies bekleed waaronder die van regionaal raadslid en van burgemeester. Op 23 maart 2008 is Troadec voor de derde ambtstermijn gekozen als burgemeester van de stad Carhaix-Plouguer. In 2017 deed Troadec voor Régions et peuples solidaires mee aan de Franse presidentsverkiezingen.